# S/2004 S 21
S/2004 S 21 — естественный спутник Сатурна. Его открытие было объявлено 7 октября 2019 года Скоттом Шеппардом, Дэвидом Джуиттом и Дженом Клина из наблюдений, сделанных между 12 декабря 2004 года и 17 января 2007 года.
Диаметр S/2004 S 21 — около 3 км, большая полуось — 23 810 400 км, период обращения — 1365,1 земных суток. обращается вокруг Сатурна с обратным орбитальным движением под наклоном 154,6° к плоскости эклиптики, эксцентриситет орбиты — 0,312.